# Diego Hidalgo
Diego Hidalgo (* 18. dubna 1993 Guayaquil) je ekvádorský profesionální tenista hrající levou rukou, deblový specialista. Na challengerech ATP a okruhu ITF získal dva tituly ve dvouhře a třicet ve čtyřhře.
Na žebříčku ATP byl ve dvouhře nejvýše klasifikován v únoru 2020 na 358. místě a ve čtyřhře v červenci 2024 na 61. místě. Trénuje ho Colon Nuñez.
V ekvádorském daviscupovém týmu debutoval v roce 2012 úvodním kolem 1. skupiny americké zóny proti Kolumbii, v němž prohrál po boku Campozana čtyřhru i závěrečnou dvouhru. Kolumbijci zvítězili 4–1 na zápasy. Do června 2025 v soutěži nastoupil ke čtrnácti mezistátním utkáním s bilancí 1–1 ve dvouhře a 7–7 ve čtyřhře.
Na Hrách Jižní Ameriky 2010 a 2018 vyhrál zlaté medaile v mužské čtyřhře.

## Tenisová kariéra
V letech 2013–2016 hrál akademický tenis za tým Aligátorů na Floridské univerzitě. Na okruhu ATP Tour debutoval dubnovou čtyřhrou U.S. Men's Clay Court Championships 2022 na houstonské antuce v páru s Chilanem Alejandrem Tabilem. Časnou porážku jim přivodili Američané William Blumberg s Maxem Schnurem. Do grandslamu premiérově zasáhl v deblu Wimbledonu 2022 po boku Kolumbijce Cristianem Rodríguezem. Na úvod vyřadili Kwona Sun-ua s Aljažem Bedenem. V pětisetové bitvě druhého kola ztratili vedení 2–1 na sady proti Albotovi s Basilašvilim  a odešli poraženi.
První zápas na okruhu ATP mimo grandslam vyhrál s Cristianem Rodríguezem na podzimním Korea Open 2022, když zdolali Miomara Kecmanoviće a Johna Peerse. Následně podlehli Indům Jukimu Bhambrimu se Sakethem Mynenim. V semifinále se poprvé představil v deblové soutěži Los Cabos Open 2023, opět se stabilním spoluhráčem Rodríguezem. V něm však nenašli recept na Australana Andrewa Harrise a Němce Dominika Koepfera. V semifinálové fázi vypadli i na únorovém Delray Beach Open 2024.
První finále na túře ATP si zahrál s Tabilem ve čtyřhře travnatého Mallorca Championships 2024. V soutěži je nezastavili třetí nasazení Sadio Doumbia s Fabienem Reboulem ani turnajové jedničky Nathaniel Lammons s Jacksonem Withrowem. V souboji i titul však nestačili na britsko-americký pár Julian Cash a Robert Galloway, když nevyužili ani jeden z pěti brejkbolů.

## Finále na okruhu ATP Tour

### Čtyřhra: 1 (0–1)
| Legenda                   |
| ------------------------- |
| Grand Slam (0)            |
| Turnaj mistrů (0)         |
| ATP Tour Masters 1000 (0) |
| ATP Tour 500 (0)          |
| ATP Tour 250 (0–1)        |

| Stav      | č. | datum       | turnaj              | kategorie | povrch | spoluhráč        | soupeři ve finále           | výsledek |
| --------- | -- | ----------- | ------------------- | --------- | ------ | ---------------- | --------------------------- | -------- |
| Finalista | 1. | červen 2024 | Mallorca, Španělsko | ATP 250   | tráva  | Alejandro Tabilo | Julian Cash Robert Galloway | 4–6, 4–6 |

## Tituly na challengerech ATP a okruhu ITF
| Legenda                  |
| ------------------------ |
| D – dvouhra; Č – čtyřhra |
| Challengery (0 D; 14 Č)  |
| ITF (2 D; 16 Č)          |

### Dvouhra (2 tituly)
| Č. | datum       | turnaj                   | okruh             | povrch | poražený finalista | výsledek            |
| -- | ----------- | ------------------------ | ----------------- | ------ | ------------------ | ------------------- |
| 1. | červen 2019 | Orlando, Spojené státy   | World Tennis Tour | antuka | Ricardo Rodríguez  | 6–1, 6–4            |
| 2. | červen 2019 | Rochester, Spojené státy | World Tennis Tour | antuka | Strong Kirchheimer | 7–6(10–8), 7–6(7–2) |

### Čtyřhra (30 titulů)
| Č.  | datum         | turnaj                                | okruh             | povrch | spoluhráč                 | poražení finalisté                           | výsledek                |
| --- | ------------- | ------------------------------------- | ----------------- | ------ | ------------------------- | -------------------------------------------- | ----------------------- |
| 1.  | prosinec 2011 | Brasília, Brazílie                    | Futures           | antuka | Fernando Romboli          | Maximiliano Estévez Agustín Picco            | 6–2, 6–4                |
| 2.  | duben 2012    | Neuquén, Argentina                    | Futures           | antuka | Sergio Galdós             | Cristóbal Saavedra Corvalán Juan Carlos Sáez | 3–6, 6–3, [10–6]        |
| 3.  | srpen 2014    | Guayaquil, Ekvádor                    | Futures           | tvrdý  | Roberto Quiroz            | Gabriel Alejandro Hidalgo Caio Silva         | 7–5, 6–7(2–7), [10–8]   |
| 4.  | květen 2017   | Hammámet, Tunisko                     | Futures           | antuka | Boris Arias               | André Gaspar Murta Anis Ghorbel              | 7–5, 6–3                |
| 5.  | květen 2017   | Antalya, Turecko                      | Futures           | antuka | Florent Diep              | Felipe Meligeni Alves Christian Oliveira     | 6–3, 6–4                |
| 6.  | prosinec 2017 | Antalya, Turecko                      | Futures           | antuka | Thiago Seyboth Wild       | Koray Kırcı Takaši Saito                     | 6–2, 6–3                |
| 7.  | březen 2018   | Hammámet, Tunisko                     | Futures           | antuka | Mariano Kestelboim        | Tomislav Jotovski Duje Kekez                 | 6–3, 6–7(2–7), [10–5]   |
| 8.  | květen 2018   | Džerba, Tunisko                       | Futures           | tvrdý  | Sem Verbeek               | Anis Ghorbel Vasko Mladenov                  | 6–2, 6–4                |
| 9.  | červen 2018   | Hammámet, Tunisko                     | Futures           | antuka | Juan Ignacio Galarza      | Alexandr Boborykin Timur Kijamov             | 6–4, 6–4                |
| 10. | červenec 2018 | Hammámet, Tunisko                     | Futures           | antuka | Juan Ignacio Galarza      | Alexandar Lazarov Manuel Peña López          | 7–5, 6–4                |
| 11. | řijen 2018    | Lima, Peru                            | Futures           | antuka | Mariano Kestelboim        | Leonardo Aboian Tomás Farjat                 | 6–2, 6–3                |
| 12. | únor 2019     | Monastir, Tunisko                     | World Tennis Tour | tvrdý  | Skander Mansúri           | Dan Added Yanais Laurent                     | 7–5, 6–0                |
| 13. | duben 2019    | Cancún, Mexiko                        | World Tennis Tour | tvrdý  | Wilfredo González         | Quentin Robert Isaac Stoute                  | 6–4, 6–4                |
| 14. | srpen 2019    | Lexington, Spojené státy              | Challenger        | tvrdý  | Martin Redlicki           | Roberto Maytín Jackson Withrow               | 6–2, 6–2                |
| 15. | září 2019     | Győr, Maďarsko                        | World Tennis Tour | antuka | Pedro Sakamoto            | Ivan Sabanov Matej Sabanov                   | 6–4, 6–1                |
| 16. | červen 2021   | Santo Domingo, Dominikánská republika | World Tennis Tour | tvrdý  | Igor Marcondes            | Conner Huertas del Pino Jorge Panta          | 7–5, 6–7(10–12), [10–6] |
| 17. | srpen 2021    | Guayaquil, Ekvádor                    | World Tennis Tour | antuka | Cristian Rodríguez        | Conner Huertas del Pino Jorge Panta          | 6–3, 6–7(7–9), [10–6]   |
| 18. | září 2021     | Ambato, Ekvádor                       | Challenger        | antuka | Cristian Rodríguez        | Alejandro Gómez Thiago Agustín Tirante       | 6–3, 4–6, [10–3]        |
| 19. | řijen 2021    | Santiago, Chile                       | Challenger        | antuka | Nicolás Jarry             | Evan King Max Schnur                         | 6–3, 5–7, [10–6]        |
| 20. | leden 2022    | Concepción, Chile                     | Challenger        | antuka | Cristian Rodríguez        | Francisco Cerúndolo Camilo Ugo Carabelli     | 6–2, 6–0                |
| 21. | leden 2022    | Santa Cruz de la Sierra, Bolívie      | Challenger        | antuka | Cristian Rodríguez        | Andrej Martin Tristan-Samuel Weissborn       | 4–6, 6–3, [10–8]        |
| 22. | březen 2022   | Santiago, Chile                       | Challenger        | antuka | Cristian Rodríguez        | Pedro Cachín Facundo Mena                    | 6–4, 6–4                |
| 23. | květen 2022   | Salvador, Brazílie                    | Challenger        | antuka | Cristian Rodríguez        | Orlando Luz Felipe Meligeni Alves            | 7–5, 6–1                |
| 24. | červenec 2022 | Trieste, Itálie                       | Challenger        | antuka | Cristian Rodríguez        | Marco Bortolotti Sergio Martos Gornés        | 4–6, 6–3, [10–5]        |
| 25. | březen 2023   | Viña del Mar, Chile                   | Challenger        | antuka | Cristian Rodríguez        | Luciano Darderi Andrea Vavassori             | 6–4, 7–6(7–5)           |
| 26. | srpen 2023    | Stanford, Spojené státy               | Challenger        | tvrdý  | Cristian Rodríguez        | Julian Cash Henry Patten                     | 6–7(1–7), 6–4, [10–8]   |
| 27. | řijen 2023    | Buenos Aires, Argentina               | Challenger        | antuka | Cristian Rodríguez        | Fernando Romboli Marcelo Zormann             | 6–3, 6–2                |
| 28. | srpen 2024    | Santo Domingo, Dominikánská republika | Challenger        | antuka | Miguel Ángel Reyes-Varela | Sriram Baladži Fernando Romboli              | 6–7(2–7), 6–4, [18–16]  |
| 29. | březen 2025   | Punta Cana, Dominikánská republika    | Challenger        | tvrdý  | Gonzalo Escobar           | Petr Nouza Patrik Rikl                       | 7–6(7–5), 6–4           |
| 30. | březen 2025   | Morelia, Mexiko                       | Challenger        | antuka | Gonzalo Escobar           | Marc-Andrea Hüsler Stefano Napolitano        | 6–4, 4–6, [10–3]        |